# Carsten Nagel
Carsten Nagel (* 8. April 1955 in Fredriksberg) ist ein dänischer Autor und Psychotherapeut. Er veröffentlichte 12 Bücher, darunter Romane und Kurzgeschichten sowie ein Spielfilm, ein Kurzfilm und ein Theaterstück.
Im Jahre 1976 debütierte Nagel mit dem autobiografischen Buch „Som mand(d) behager“. Kultstatus erreichte sein Roman „Knock-Out“ aus dem Jahr 1982 besonders in der homosexuellen Szene. Mit dem Briefroman „Hjertestrimler“ und den Erzählsammlungen „Hunger“ (1986) und „Stuefugle i faver“ wandte sich der Autor dem Thema des dänischen Kulturradikalismus von Existenzialismus und Psychoanalyse.
Carsten Nagel wird beschrieben als eine nordische Mischung aus Jean Genet und Henry Miller. Sein Schreiben ist bekannt für eine geistreiche Sprache, in der Schmerz und Freude natürliche Zwillinge sind. Obwohl seine Bücher oft einen ernsten existenziellen Fokus haben, ist sein Sinn für Humor vielleicht sein bekanntes Markenzeichen.
Nagel war unter anderem auch Schriftsteller von Chroniken und Artikeln. Von 1978 bis 1979 war er Student an dem Schauspiel-Konservatorium von Stella Adler.
Im Jahre 1989 wurde Nagel Psychotherapeut an der Universität Kopenhagen. 1995 erhielt er seine öffentliche Genehmigung. Nagel, der bedeutende Arbeit in der Trauma-Psychologie leistete, betreut heute besonders Kriegsopfer, Opfer von Folter, traumatisierte Flüchtlinge sowie schwer integrierbare junge Menschen.

## Werke
Keines seiner Bücher wurde ins Englische übersetzt und nur das neuste seiner Bücher „Aqua Mortis“ (2016) wurde ins Deutsche übersetzet.
- 1976: Som man(d) behager
- 1977: Mandens sidste nat
- 1977: Nøgen
- 1978: Liv & død. (Co-writers Wam & Vennerød)     (ein Film)
- 1979: Passionsfrugter
- 1980: Æbleslottet
- 1982: Knock-Out
- 1983: Hjertestrimler
- 1986: Hunger
- 1987: Ikke et ord om AIDS (ein     Film)
- 1987: Dødforelsket (ein Stück)
- 1991: Dødforelsket (Buch zum Stück)
- 1992: Stuefugle i farver
- 1996: Lejerne
- 2009: Zehras flugt
- 2016: Aqua Mortis